# کریم بلهوسین
کریم بلهوسین (انگلیسی: Karim Belhocine؛ زادهٔ ۲ آوریل ۱۹۷۸) بازیکن فوتبال اهل فرانسه است.
از باشگاه‌هایی که در آن بازی کرده‌است می‌توان به باشگاه فوتبال کورتریک، باشگاه فوتبال خنت، و باشگاه فوتبال استاندارد لیژ اشاره کرد.